# 中华昙蛤
中华昙蛤（学名：Glauconome chinensis），是帘蛤目昙蛤科昙蛤属的一种。主要分布于越南、韩国、台湾，常栖息在河口半淡咸水域。